# Baliekouter
De Baliekouter is een West-Vlaams provinciedomein in Wakken, deelgemeente van Dentergem. Het domein is gelegen aan de Mandel. De naam baliekouter is afkomstig van een balie (of tol) op de weg tussen Tielt en Waregem. In 1993 werd het voormalige kasteeldomein overgenomen door de provincie, en later in 2004 opengesteld en in 2005 uitgebreid. Het gebied is nu 51 hectare groot waarvan 8 hectare bebost.

## Afbeeldingen

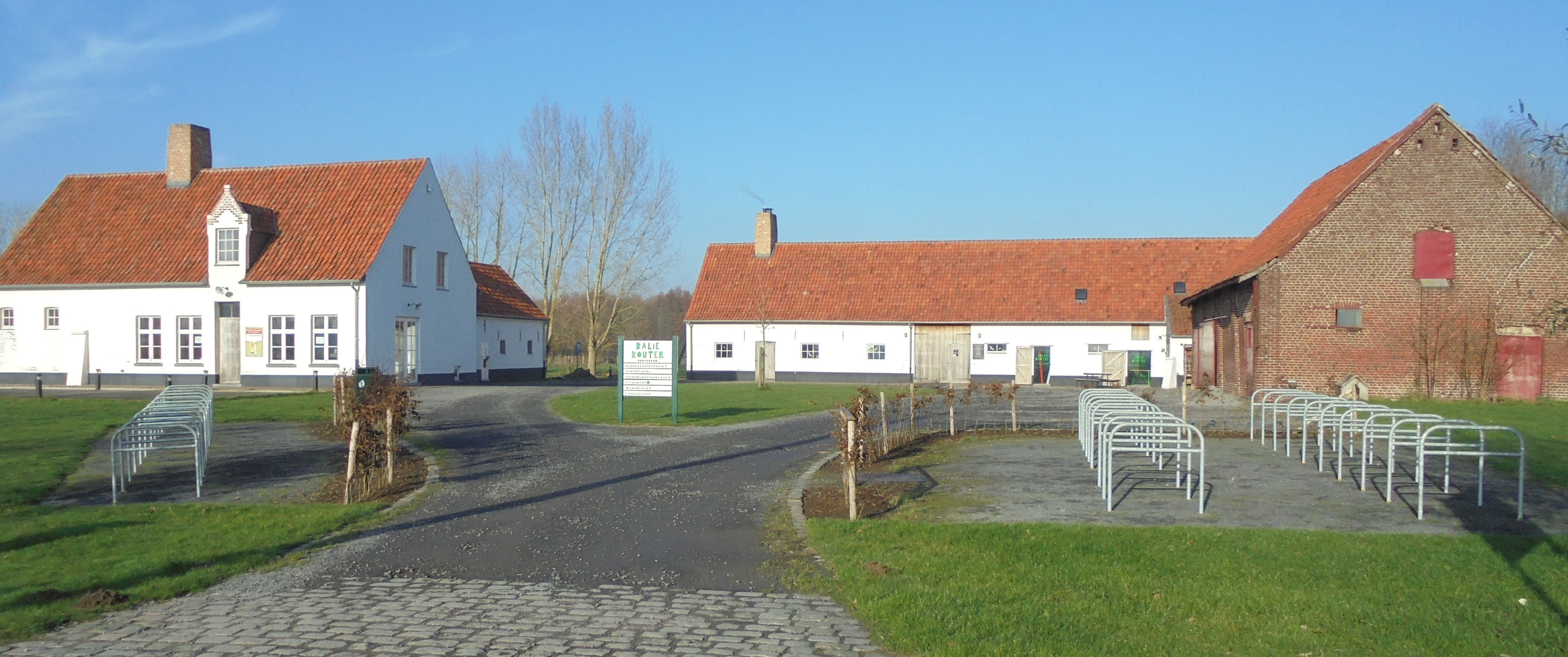
Bezoekerscentrum Baliekouter
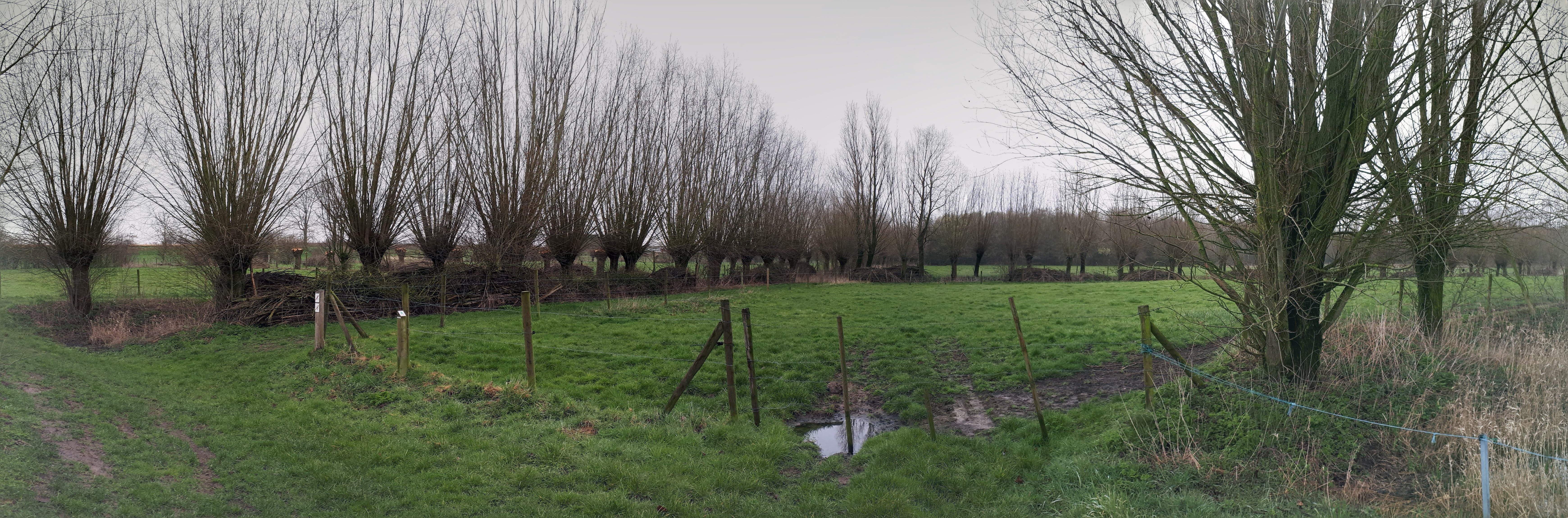
Baliekouter